# Emily Dreissigacker
Emily Dreissigacker, née le 29 novembre 1988 à Morrisville, est une biathlète américaine. Elle vient du Vermont.

## Carrière
À l'origine Emily Dreissigacker pratique le ski de fond, mais se lance dans l'aviron au lycée pour devenir deux fois NCAA All American dans ce sport alors qu'elle étudie au Dartmouth College. En 2014, elle se blesse à un doigt et s'entraîne sur les skis pour rester en condition. C'est ainsi qu'elle commence le biathlon, prenant du plaisir dans ce sport.
Elle démarre en Coupe du monde en novembre 2017 à Östersund. Elle est sélectionnée pour les Jeux olympiques d'hiver de 2018 où elle est 51e du sprint, 47e de la poursuite, 67e de l'individuel et 13e en relais. Elle participe ensuite aux Championnats du monde 2019 et 2020.

## Famille
Elle fait partie d'une famille de rameurs. Sa mère Judy Geer a participé aux Jeux olympiques de 1976 et 1984, son père Dick Dreissigacker a participé aux Jeux olympiques de 1972 et sa tante Carlie Geer a été médaillée d'argent aux Jeux olympiques de 1984. Son frère Ethan et sa sœur Hannah sont aussi biathlètes. Son mari Alex Howe est aussi biathlète.

## Palmarès

### Jeux olympiques
| Épreuve / Édition                | Individuel | Sprint | Poursuite | Départ en masse | Relais | Relais mixte |
| Jeux olympiques 2018 Pyeongchang | 67e        | 51e    | 47e       | —               | 13e    | —            |

- - : pas de participation à l'épreuve.

### Championnats du monde
| Épreuve / Édition                | Individuel | Sprint | Poursuite | Départ en masse | Relais | Relais mixte |
| Mondiaux 2019 Östersund          | —          | —      | —         | —               | 9e     | —            |
| Mondiaux 2020 Antholz-Anterselva | 69e        | 73e    | —         | —               | 15e    | —            |

Légende :

 : première place, médaille d'or

 : deuxième place, médaille d'argent

 : troisième place, médaille de bronze

 : épreuve inexistante à cette date

— : Emily Dreissigacker n'a pas participé à cette épreuve